# Civilization (canción)
«Civilization» es una canción electroclash de la banda francesa Justice. Es el primer sencillo de su segundo álbum "Audio, Video, Disco". El sencillo fue inicialmente programada para ser lanzado en iTunes el 4 de abril de 2011, antes de estar disponible en otras tiendas digitales el 11 de abril. La pista fue primero lanzado a través de iTunes France el 28 de marzo, y globalmente en iTunes el 29 de marzo de 2011.
La pista incluye vocales del cantante británico Ali Love. La canción fue preescuchada en un comercial de dos minutos para Adidas, que fue dirigido por Romain Gavras. Gavras ha trabajado con Justice previamente, dirigiendo el video musical para su canción «Stress» en 2008. El sencillo fue reelanzado el 6 de junio con remixes de Mr. Oizo y The Fucking Champs.

## Respuesta crítica
Eric Magnuson de Rolling Stone entregó al sencillo una calificación de tres estrellas y medio sobre cinco, complementando su «golpe descendente de un sofisticado pan baguette». Él comparó la canción como una mezcla de «Aerodynamic» de Daft Punk y «Baba O'Riley» de The Who. Ben Gilbert de Yahoo! Music de Reino Unido e Irlanda entregó una reseña positiva, llamando a la canción electro «frita y feroz».

## Lista de canciones
- Descarga digital[9]

1. «Civilization» – 4:11

- Descarga digital EP[10]

1. "Civilization" – 4:10
2. "Civilization (Demo Version)" – 3:38
3. "Civilization (Mr. Oizo Remix)" – 3:31
4. "Civilization (The Fucking Champs Remix") – 4:42
5. "Civilization (Video)"

## Posición en listas
| País (2011)                                       | Posición máxima | Ref.   |
| ------------------------------------------------- | --------------- | ------ |
| Bélgica (Ultratip Flandes)                        | 7               | [ 11 ] |
| Bélgica (Ultratop 40 Valonia)                     | 29              | [ 12 ] |
| Canadá (Canadian Hot 100)                         | 83              | [ 13 ] |
| España (PROMUSICAE)                               | 30              | [ 14 ] |
| Francia (SNEP)                                    | 5               | [ 15 ] |
| Países Bajos (Mega Single Top 100)                | 58              | [ 16 ] |
| Reino Unido Dance (The Official Charts Company)   | 9               | [ 17 ] |
| Reino Unido Singles (The Official Charts Company) | 53              | [ 18 ] |